# Iglica
El Iglica (que en polaco quiere decir: "la torre" o "aguja") es un monumento en forma de aguja en Breslavia, Polonia. Fue construido en 1948 y alcanzaba hasta los 106 metros de altura. Hoy en día, después de la renovación, los diez primeros metros se han eliminado y ahora es de 96 m de altura.
Esta estructura fue construida por los comunistas polacos para una exposición para celebrar el ganar el control sobre los "territorios recuperados" que recibió después de la Segunda Guerra Mundial. El Iglica se encuentra muy cerca del Centro del Centenario.

## Más información
Se pensaba que el Spire tenía 96 metros de altura o 90 metros, pero después de su tercer mantenimiento en 2016, se volvió a medir cuidadosamente. Las mediciones muestran que la aguja ahora tiene exactamente 90,3 metros de altura. Probablemente 5,7  de la aguja se dañaron y cortaron en 1979, durante su segunda remodelación, que no se sabe. Durante su primera renovación en 1965, se cortó la parte superior hecha de tubería oxidada, lo que redujo la altura de esta estructura de 106 metros a 96 metros [1].